# Leuconotopicus
Leuconotopicus — рід дятлоподібних птахів родини дятлових (Picidae). Представники цього роду мешкають в Північній і Південній Америці.

## Систематика
Представників цього роду довгий час відносили до роду Трипалий дятел (Picoides), однак за результатами низки молекулярно-генетичних досліджень вони були віднесені до відновленого роду Leuconotopicus. Рід Leuconotopicus є сестринським по відношенню до роду Дзьоган (Veniliornis).

## Види
Виділяють шість видів:
- Дятел флоридський (Leuconotopicus borealis)
- Дзьоган бурий (Leuconotopicus fumigatus)
- Дзьоган аризонський (Leuconotopicus arizonae)[15]
- Дятел мексиканський (Leuconotopicus stricklandi)
- Дятел волохатий (Leuconotopicus villosus)
- Дятел білоголовий (Leuconotopicus albolarvatus)

## Етимологія
Наукова назва роду Leuconotopicus походить від сполучення слів дав.-гр. λευκος — білий, νωτον — зад і πικος — дятел.